# Le Grand Cambriolage du train de carottes
 (mars 2020).
Le Grand Cambriolage du train de carottes (The Great Carrot Train Robbery) est un dessin animé de la série Merrie Melodies réalisé par Robert McKimson et sorti en 1969. il met en scène Bunny et Claude.